# Wat Intharawihan
Wat Intharawihan (tajski: วัดอินทรวิหาร) – świątynia buddyjska w dzielnicy Bangkok Phra Nakhon w Bangkoku (Tajlandia). 

## Historia
Zbudowana w późnym okresie Królestwa Ayutthaya (XVII/XVIII wiek) jako świątynia królewska 3-stopnia. Pierwotnie nazwana Wat Rai Phrik, gdzie Phrik znaczy warzywo. Nazwa pochodziła od położenia świątyni wśród ogrodów warzywnych W czasie panowania króla Ramy VI została odnowiona przez Chao Inthawong – stąd zmiana nawy na Wat Intharawihan.